# Silves de la Selva
Silves de la Selva es un libro de caballerías español, duodécimo del ciclo de Amadís de Gaula, escrito por Pedro de Luján. Fue impreso por primera vez en Sevilla en 1546, por Dominico de Robertis, y tuvo una segunda edición en la misma imprenta en 1549. Lleva como título Dozena parte del invencible caballero Amadís de Gaula. Que trata de los grandes hechos en armas del esforzado caballero don Silves de la Selva con el fin de las guerras ruxianas. Es continuación del Rogel de Grecia de Feliciano de Silva.
La obra lleva un prólogo dirigido a don Luis Ponce de León, duque de Arcos, marqués de Zahara, conde de Casares y señor de la villa de Marchena, y una especie de capítulo introductorio en el cual Luján relata cómo, por indicación de unas doncellas, halló en una cueva a orillas del mar el texto original, presumiblemente escrito en griego, y decidió emprender su traducción.
Silves de la Selva consta de dos partes, la primera compuesta por 60 capítulos y la segunda por 75 capítulos. Su protagonista es hijo extramatrimonial de Amadís de Grecia y de la reina Finistea, aunque en realidad don Silves no empieza a intervenir en el relato sino hasta el capítulo 49 de la primera parte, y los anteriores se dedican principalmente a su sobrino Rogel de Grecia y otros personajes de los libros anteriores del ciclo amadisiano. En la segunda se realza el papel de don Silves y se detallan sus numerosas aventuras y sus amores con Pantasilea, reina amazona de la India, con la cual se desposa secretamente y tiene un hijo llamado Astrapolo. También se dedican numerosas páginas a los hechos de Rogel de Grecia, Florisel de Niquea, Amadís de Grecia, Lisuarte de Grecia, Esplandián, Amadís de Gaula y otros caballeros. En la fase final del libro adquieren creciente importancia las figuras de Esferamundi de Grecia, hijo de Rogel de Grecia y su esposa la infante Leonida, y de su amigo y pariente Amadís de Astra, hijo de Agesilao y Diana, a cuyas hazañas estaría dedicado el siguiente libro del ciclo.

## Traducciones y continuaciones
En 1551 Mambrino Roseo publicó en Venecia una traducción al italiano de Silves de la Selva, que tuvo mucho éxito, ya que fue reimpresa en 1561, 1564, 1565 (dos veces), 1573, 1581, 1592, 1607 y 1629. Esto dio pie al propio Roseo para escribir en italiano la serie de Esferamundi de Grecia, que relata los hechos del hijo de Rogel y Leonida (libros XIII-XXI del ciclo italiano) y fue publicada entre 1558 y 1565. Astrapolo, primogénito de don Silves y Pantasilea, es un personaje importante de esa serie; además, en los libros XX y XXI aparece Silvano, hijo también de don Silves y Pantasilea. 
En francés, el Silves de la Selva fue publicado como dos libros diferentes, correspondientes a la primera y segunda parte del original. La primera apareció como libro XIII francés (1571) y la segunda como libro XIV francés (1574). Estas obras aparecieron en alemán como libro XIII (1575) y libro XIV (1590) del ciclo de Amadís de Francia, y también en neerlandés con esa misma numeración (1607 y 1608). 
Mambrino Roseo escribió también Il secondo libro di don Silves de la Selva (El segundo libro de don Silves de la Selva), publicado en 1568, que fue traducido al francés (1577), al alemán (1590) y al neerlandés (1607). En todos esos idiomas apareció como libro XV del ciclo amadisiano, por lo que la Primera parte de Esferamundi de Grecia fue el libro XVI de esas series, aunque era el libro XIII italiano.